# Пемферові
Пемферові (Pempheridae) — родина костистих риб ряду Окунеподібні (Perciformes). Це невеликі рибки, довжиною не більше 22 см, що живуть біля берегів тропічних морів. У теплих водах Індійського й західної частини Тихого океану, наприклад, часто зустрічається пемфер уаланський (Pempheris oualensis).

## Опис
Ці великоокі риби мають більш-менш високе тіло, стисле з боків і покрите невеликою циклоїдною або ктеноїдною лускою. Високий і короткий спинний плавець розташований у них у передній частині тулуба, поперед дуже довгого анального плавця. Забарвлення досить різноманітне й варіює від сріблястого до рожевого або навіть червоного.

## Спосіб життя
Пемферові мешкають як на мілководдях, так і на досить великій глибині (деякі з них звичайні на глибині 90— 100 м). Вони тримаються зграями в придонних обріях й іноді попадають у досить великій кількості в донні трали. Пемфер австралійський (Pempheris multiradiata), наприклад, становить деякий прилов у тралових уловах біля берегів Південної Австралії. М'ясо цих риб цілком їстівне, а в деяких видів навіть смачне. У Японії, проте, їх вважають малоцінними в харчовому відношенні.

## Класифікація
Описано 26 видів у двох родах:
- Рід Parapriacanthus
  - Parapriacanthus dispar (Herre, 1935).
  - Parapriacanthus elongatus (McCulloch, 1911).
  - Parapriacanthus marei Fourmanoir, 1971.
  - Parapriacanthus ransonneti Steindachner, 1870.
- Рід Pempheris
  - Pempheris adspersa Griffin, 1927.
  - Pempheris adusta Bleeker, 1877.
  - Pempheris affinis McCulloch, 1911.
  - Pempheris analis Waite, 1910.
  - Pempheris compressa (White, 1790).
  - Pempheris japonica Döderlein, 1883.
  - Pempheris klunzingeri McCulloch, 1911.
  - Pempheris mangula Cuvier, 1829.
  - Pempheris molucca Cuvier, 1829.
  - Pempheris multiradiata Klunzinger, 1880.
  - Pempheris nyctereutes Jordan & Evermann, 1902.
  - Pempheris ornata Mooi & Jubb, 1996.
  - Pempheris otaitensis Cuvier, 1831.
  - Pempheris oualensis Cuvier, 1831.
  - Pempheris poeyi Bean, 1885.
  - Pempheris rapa Mooi, 1998.
  - Pempheris schomburgkii Müller & Troschel, 1848.
  - Pempheris schreineri Miranda-Ribeiro, 1915.
  - Pempheris schwenkii Bleeker, 1855.
  - Pempheris ufuagari Koeda, Yoshino & Tachihara, 2013.
  - Pempheris vanicolensis Cuvier, 1831.
  - Pempheris xanthoptera Tominaga, 1963.
  - Pempheris ypsilychnus Mooi & Jubb, 1996.